# 中川昭一
中川 昭一（なかがわ しょういち、1953年〈昭和28年〉7月19日 - 2009年〈平成21年〉10月3日）は、日本の政治家。位階勲章は正三位旭日大綬章。学位は法学士（東京大学）。

## 概要
1983年（昭和58年）に父・中川一郎の地盤を継いで北海道5区から初当選し、小選挙区比例代表並立制導入後は北海道11区から選出された。以後、2009年（平成21年）に落選するまで連続8期、自由民主党所属の衆議院議員を務めた。
議員在任中、農林水産大臣、経済産業大臣、財務大臣、内閣府特命担当大臣（金融担当）を歴任したほか、党三役では政務調査会長を務めた。また、超党派の北朝鮮に拉致された日本人を早期に救出するために行動する議員連盟会長、日本会議相談役を務めた。
父の中川一郎は、戦後昭和期に衆議院議員や閣僚などを務めた。妻の中川郁子は、昭一の跡を継いで2012年（平成24年）に衆議院議員に当選した。

## 生涯

### 生い立ち
1953年（昭和28年）7月19日、東京都渋谷区宮代町（現：渋谷区広尾）に北海道開発庁に勤務していた中川一郎と、その妻・貞子の長男として生まれた。本籍地は、北海道広尾郡広尾町。父一郎は、新婚間もなく東京に赴任していた。
新宿区立落合第一小学校から麻布中学校・高等学校に進学した。中学受験時、母・貞子は昭一を塾や家庭教師に頼らせず、参考書を用いての自学のみで合格させたという。麻布時代には、それまで行っていたサッカーを大学受験のために止めたが、心臓肥大を患うこととなった。家では護憲派の学者・宮沢俊義の話をし、父・中川一郎に激怒されたことがあるという。
高校卒業後は東京大学の入学試験に不合格となり、併願していた慶應義塾大学経済学部経済学科へ入学した。慶應の雰囲気自体は気に入っていたが、「麻布の同級生の殆どは東大に合格したため、自分だけ落ちたのはしゃくだ」と感じ、2年後の1974年（昭和49年）、東京大学文科一類に再入学した。専門課程では、同大学の法学部政治学科で政治学を学んだ。中川曰く「大学時代は卒論も書かず、ゼミにも入らず、試験の前には、いかにして一夜漬けで乗り切るか苦心していた。交友関係を広げ、スポーツを楽しみ、ただただ学生生活を楽しく暮らしていた」という。在学中に1度司法試験を受験したが不合格であった。
東大法学部卒業後の1978年（昭和53年）4月、日本興業銀行に入行。中川は「官僚になりたいという気持ちはあった。今まさに思うが、実体経済というものがしっかりしていないとどんなに役人が頑張っても、あるいは政治家が頑張っても国民一人ひとりのモラールというか意識というものがしっかりしていないと、国家というのは成り立っていかないと思う。興銀に入ったのは銀行員になろうと思ったというよりも、興銀に入れば日本経済全体を見渡せるのではないかという意識が強かった」と述べている。興銀では預金部と外為部で勤務し、預金部時代には企業の資金繰りや商社相手に輸出、輸入の決済をしていた。

### 父の死去と政界入り
1983年（昭和58年）1月、自由民主党衆議院議員在職中だった父・一郎が急死。
興銀を退職し、同年12月に行われた第37回衆議院議員総選挙に、自由民主党の公認を得て北海道5区から立候補した。弔い選挙となったこの選挙には、父・中川一郎の側近として秘書を務めていた鈴木宗男も立候補した。2人による後継争いは、マスコミから「骨肉の争い」ともいわれた。
この選挙で中川はトップ当選し、自由民主党の公認が得られなかった鈴木も下位で初当選した。就任後は自由革新同友会（旧中川一郎派）に所属、その後は清和会（福田赳夫→安倍晋太郎→三塚博派）→亀井グループ→志帥会（江藤・亀井派→亀井静香派→伊吹文明派）と、農水系・保守派の議員として歩んだ。
1989年（平成元年）、農林水産政務次官に就任。

### 農林水産大臣

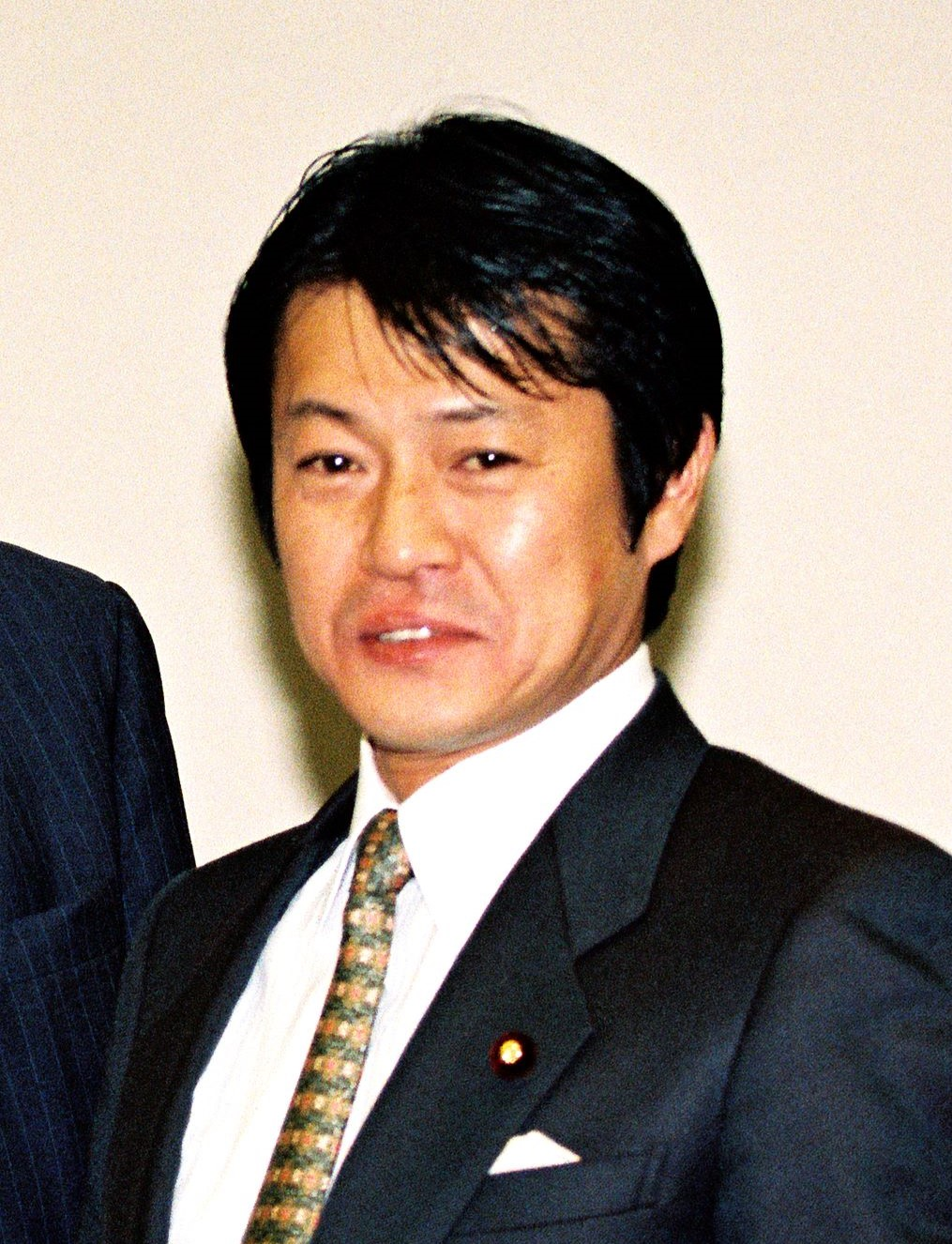
1998年11月4日、農林水産大臣としてベルギー・ブリュッセルにて農業担当欧州委員会委員フランツ・フィッシュラーと会談する中川

1998年（平成10年）に小渕内閣が発足すると、中川は農林水産大臣として初入閣し、その後小渕第1次改造内閣まで同職を務めた。
父・中川一郎は初代・農林水産大臣であり、農林水産省の銘板も父の揮毫によるものであったが、大臣就任後に初登庁した中川は、その銘板に向かって一礼し、「しっかりやれって親父が言っているみたいだ」との感想を述べた。

### 小泉・安倍政権下

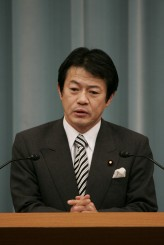
農林水産大臣再任時の会見にて（2005年、首相官邸）

2003年（平成15年）9月に組閣された小泉再改造内閣で経済産業大臣に就任すると、中国による東シナ海ガス田問題に対応し、帝国石油に試掘権を与えるなど、中国には強い姿勢で交渉を行っていた。同職には2005年（平成17年）10月まで留まり、内閣改造を経た第3次小泉改造内閣では農水大臣に横滑りした。同内閣では一連の小泉改革に貢献するとともに、大臣としてはメキシコやフィリピンとの自由貿易協定 (FTA) 締結などの成果をあげ、大韓民国を「ホワイト国」に認定した。中川は小泉純一郎からの信頼が厚く、小泉からファーストネーム（「昭一」）で呼ばれる数少ない国会議員の一人となっていた。
他方、小泉が進めた郵政民営化には賛成しながらも、平沼赳夫をリーダーとする郵政民営化法案への造反組に対しても半ば同情的だった。中川と平沼とは、銀行員時代からの兄弟のような間柄であり、初めて選挙に立候補した際には応援に駆けつけた。また、中川は2003年（平成15年）、それまで自身が務めていた拉致議連会長職に後任として就任するよう、安倍晋三とともに平沼に三顧の礼をもって打診した経緯がある。
2006年自由民主党総裁選挙では、当時内閣官房長官だった安倍を支持し、安倍総裁誕生の後には同党政調会長に就任した。
翌2007年（平成19年）、政府税制調査会会長・本間正明の愛人問題に際しては、「道徳の問題」と断じ、本間辞任への流れを作った。また、2007年度予算案の衆議院採決において、民主党は解任決議案を多発して抗戦、多くの自民党議員がこれを「大義なき抵抗」と批判したのに対して、中川は「民主党は、本当に採決を阻止したいならもっと徹底的に抵抗するべきだった」という主旨の講演を行った。
同年8月の第1次安倍改造内閣人事ないし自民党役員人事では重要ポストへの起用が確実視されていたが、結果的には入閣や党重要役員への就任はなかった。

### 福田康夫政権下
2007年（平成19年）9月、首相・安倍晋三が健康問題等を理由に辞意を表明したことを受け、直ちに麻生太郎“首相”実現に向けての活動を開始した。直後に麻生と会談して支持を伝え、総裁選立候補のための推薦人の一人となった。選挙戦では麻生に同行し、他の応援議員らとともに東京・新宿駅前での街頭演説などにも参加したが、結果は福田康夫が勝利し、同月福田康夫内閣が発足した。
同月、所属派閥の領袖であった伊吹文明が自民党幹事長に就任、中川が伊吹派（志帥会）会長代行を務めることとなった。その後中川は中曽根康弘らを講師として招いた政策勉強会を開催したほか、同年11月には、保守派の議員で集まる勉強会「真・保守政策研究会」を設立するにあたってのまとめ役を務めた。この会への参加者の多くは直前の総裁選における麻生の支持者であり、翌年の自由民主党総裁選挙において麻生が選出される原動力の一つとなった。
また、同月、中川は東トルキスタンの人権活動家・ラビア・カーディルと会談し、中国による東トルキスタンとウイグル人弾圧に対する強い懸念を示している。

### 麻生内閣

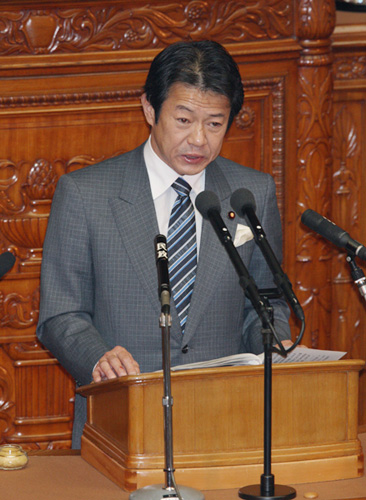
財政演説を行う中川（2009年1月28日、衆議院本会議にて）

2008年（平成20年）9月、首相・福田康夫の辞意表明に伴い、自由民主党総裁選挙が行われることとなった。直ちに中川は、福田政権下で自由民主党幹事長を務めていた麻生太郎への支持を明かし、所属派閥・伊吹派（志帥会）としても麻生支持が確認された。
選挙の結果、4人の対立候補を退けて麻生が当選。麻生内閣が組閣され、中川は財務大臣兼内閣府特命担当大臣（金融）に就任した。この頃、志帥会では、中川の兄貴分であった亀井静香や平沼赳夫が派閥から離れ、また、領袖の伊吹文明も総裁候補とは成り得なかったため、小泉政権の5年間で一貫して党7役（広報本部長、組織運動本部長）や閣僚（経産大臣、農水大臣）として重用され、安倍政権では引き続き党三役（政調会長）、さらに麻生政権でも財務・金融担当大臣を務めることになった中川が、同派では今後の総裁候補として最有力と目されるようになっていた。
翌年の2009年2月、中川はG7の財務大臣・中央銀行総裁会議出席のためにイタリア・ローマを訪れたが、この会議の後の記者会見における、呂律が回っていない、酩酊しているかのような姿が注目された。この様子は各メディアで大きく取り上げられ、猛批判を浴びることとなった中川は釈明を行ったが、3日後には大臣職を辞すこととなった（詳細は後述）。

### 議員落選
大臣辞職から約半年後の2009年（平成21年）8月、第45回衆議院議員総選挙が行われ、中川は現職選挙区であった北海道11区から再選を目指して立候補した。中川は謝罪回りに奔走するとともに、断酒宣言を行い、麻生や安倍らも応援のために選挙区入りし、民主党の農業政策や日本国旗への侮辱などを批判した。しかし、民主党の石川知裕（翌2010年1月に政治資金規正法違反で逮捕）に敗れ、比例北海道ブロックにおいて次点である惜敗率3位に留まり、比例復活もならず落選した。同選挙では民主党が大勝して政権交代を実現、落選後の会見で中川は、「私には何の力もなくなったが、みなさんにご恩返しをしたい。」と述べた。
翌月中川は、自身のウェブサイトで、「今後新たに決意を持って進んでいきます。発信していきます。『日本が危ない』から」と記したものの、健康は優れず、腰痛や風邪に悩まされるとともに、不眠症のため睡眠薬を服用する状況であったという。

### 急死
2009年10月4日、東京都世田谷区の私邸2階の寝室で倒れているところを、郁子夫人によって発見された。東京消防庁による救急搬送先で死亡が確認されたが、実際の死亡日時は発見前日の10月3日と推測されている。56歳没。
死因について、その後遺族は弔問客に急性心筋梗塞と説明していたとされるが、実際の死因は行政解剖によって循環器系の持病の可能性が指摘されたものの特定には至らず、病理検査の結果待ちとなった。ただし、他殺の可能性は否定されており、また中川の周囲からは遺書は発見されていない。（なお、実父である中川一郎は中川と同時期の57歳時に自殺によって死亡している）
同月27日、新たに発足した鳩山由紀夫内閣の閣議において、中川に対する正三位および旭日大綬章の追贈を決定したが、その授与は同年10月3日付とされた。
『産経新聞』と『十勝毎日新聞』は特集記事を組み、中川の死を悼んだ。法名は「青邦院釋昭尊」。郁子夫人と長女が「清い政治を貫いた」との意味を込めて命名、鎌倉の高僧の承諾を受けた。郁子夫人は命名にあたり、当時TBS『報道特集』の統括ディレクターとして衆議院選挙活動中の中川の取材をしていた山口敬之に依頼して、中川と親交のあった人物に戒名の候補となる漢字を考えてもらった。通夜と告別式は2009年（平成21年）10月8日・9日に東京都港区元麻布の麻布山善福寺にて自民党と中川家の合同葬として執り行われ、元首相・安倍晋三、前首相・麻生太郎、当時の首相・鳩山由紀夫等多くの政界関係者も参列した。
告別式では、自民党総裁・谷垣禎一が弔辞を述べた。続いて中川が所属していた志帥会（伊吹派）会長・伊吹文明の弔辞
そして、友人代表・安倍晋三の弔辞と続く。「今日も、いつも通り“昭一さん”と呼ばせて頂きます」と始まり、
同16日には、北海道帯広市の北海道ホテルにおいて「哀惜の会」が開催され、盟友であった麻生太郎が弔辞を述べた。

### 死後
さらに、憲政記念館では追悼集会が行われ、約3000名が出席したほか、四十九日の法要には親族、関係者など50人以上が集まった。
四十九日法要の忌が明けた同年11月28日、後援会組織「十勝連合後援会」が解散を決定、他の地区後援会も順次解散・縮小することとなった。同年末、中川のウェブサイトには、支持者に対する感謝の言葉が郁子（ゆうこ）夫人の署名で掲載されたが、2010年（平成22年）1月に、同ウェブサイトから発表された『故 中川昭一先生カレンダー2010』には、日本全国から大量の注文が殺到し、完売の後、追加受付が行われるほどとなった。
また、同年には、北海道5区で町村信孝を破り当選した小林千代美が議員辞職し、町村が補欠選挙に立候補したため、比例北海道ブロックで惜敗率次点であった中川が生存していたなら繰り上げ当選していた。
(その後補選で町村が当選、比例区では中川の次に惜敗率の高かった今津寛が繰り上げ当選した。)
中川の死から3年後、2012年に行われた第46回衆議院議員総選挙で中川の妻・郁子が北海道11区から自民党候補で出馬。新党大地に鞍替えしていた石川知裕を破り当選した。(石川は比例復活。)

## 政策

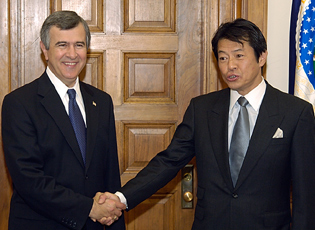
2006年1月13日、アメリカ合衆国農務長官（当時）のマイク・ジョハンズ（左）と

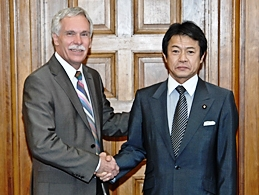
2008年5月2日、アメリカ合衆国農務長官のエドワード・トマス・シェーファー（左）と

中川は、農政を中心に、郵政制度、放送・電波政策、財政政策、文教政策、北方問題、北朝鮮問題など幅広く政策に通じていた。
信条・政策を共有する国会議員である安倍晋三と麻生太郎の「AA （ダブルエー）」は、中川を加えて「ANA」とも称された。さらに平沼赳夫を加えて「HANA（ハナ）」、または「花の会」、中川、麻生に菅義偉、甘利明を加えて「NASA（ナサ）の会」とも呼ばれた。

### 農政
小泉政権下で経済産業大臣を務めた際にも、農業作物の輸出入にも関わる自由貿易協定 (FTA) 交渉に携わることになったが、ここでは農作物の輸入自由化に強固に反対する多くの農林族議員らの反発を抑えつつ、メキシコ、フィリピンとの協定合意に至った。
続く第3次小泉改造内閣では農林水産大臣に横滑りし、引続きWTOの通商交渉を行った。同職に在職中にはBSE（狂牛病）問題に直面する。2006年（平成18年）5月、アメリカ農務長官（当時）マイク・ジョハンズと会談した際、アメリカ国内で牛検査体制が縮小・中止となる動きを告げられた中川は「安全性よりもルールの問題。ルールも守れないのか」とアメリカを批判、同国産牛肉の輸入再開に渡って日本側が要求する厳格な検査の継続を求めた。

### 経済

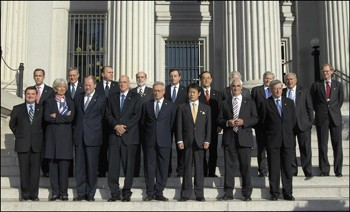
2008年10月10日 (EDT)、アメリカ合衆国財務省での先進7ヶ国財務相・中央銀行総裁会議にて（前列の右から3番目）

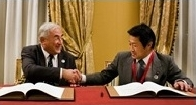
IMF専務理事のドミニク・ストロス＝カーンと2009年2月14日

銀行勤務歴のある中川は、財政・金融に明るかった。小泉内閣での経済産業大臣や、麻生内閣での財務大臣兼内閣府特命担当大臣（金融担当）などを歴任し、住専問題や税制改正にも関わった。
経済産業大臣時代、政府系金融機関の統合問題では財務大臣（当時）の谷垣禎一とともに政策金融の重要性を訴え、首相の小泉純一郎、経済財政担当大臣兼郵政民営化担当大臣の竹中平蔵（いずれも当時）と対立したことがあった。また、財界などが求める法人税減税には賛成の立場を取り、2兆円の法人税減税を提唱していた。
さらに、財務大臣職は、世界的な金融危機下となり、日本国内市場に対する危機回避策として、政府保有株の売却凍結・空売り規制強化・ドル供給オペ拡充・無制限のドル貸し出しなどを行った。

#### 国際財政・金融
IMFへの緊急融資
財務大臣就任後間もない2008年（平成20年）10月、先進7ヶ国財務相・中央銀行総裁会議に出席した中川は、国際通貨基金 (IMF) に新興・中小国向けの新たな緊急融資制度を設けることを提案、各国から高い評価を受けた。この「中川構想」には、ブラジルを始めとする中南米諸国が、これを歓迎することを公式に表明、その後実際にウクライナ、ベラルーシ、パキスタンが、「中川構想」に基づく緊急融資を受けることで救済された。
翌2009年（平成21年）2月にはアメリカ合衆国財務長官のティモシー・フランツ・ガイトナーと会談、同国が検討する「バイ・アメリカン条項」に懸念を示した上、保護主義の排除で一致した。続いて行われたG7会議では、各国間での保護主義的な施策への牽制が日本主導で行われ、特に同会議の開催国であったイタリアのメディアがそれを高く評価した。麻生内閣はIMFへの緊急融資について、「IMFが市場で資金調達をするための担保として米国債を提供し、日本政府は財政負担なしに利益だけを得られる」と説明した。
日本からの資金拠出と高評価
日本は、新興・中小国の救済のために、IMFに外貨準備金の一部を拠出する取り決めに署名した。その額（1,000億米ドル）は、IMF加盟国による資金提供としては過去最大規模であり、IMF専務理事のドミニク・ストロス＝カーンは、「日本による融資は、これまでの人類史上で最大規模のものだ」という謝意を表明した。

#### 中国への警戒
2006年（平成18年）4月、当時の経済産業大臣で親中派である二階俊博（前任の大臣は中川自身）による東アジア包括的経済連携協定（東アジアEPA）構想について、「これは中国の参加を想定しているが、2005年（平成17年）春に中国で起きた反日デモにおいて、一般人や民間企業が襲われたことの総括もできていない（状態では時期尚早）」と反対した。中川はまた、「日本は中国と経済連携協定締結の努力をするべきではない。なぜなら中国は日本国民の安全を保証できないからだ」とした。
同年6月、日本政府が凍結していた中国向け円借款の再開を決めたことについても中川は、「なぜ中国に対し、また援助するのか。正直言って分からない」と、親中的な政策に異議を唱えた。

### 外交・安全保障

#### 対北朝鮮
また自民党政調会長時代の別の講演では、北朝鮮が日本を攻撃するのであれば、核兵器など使う必要はない、原発のどれかをミサイル攻撃すればいい、と語り、中国や北朝鮮と対峙する日本海側に原発が30数基も集中している現状に警鐘を鳴らしたこともある。
2007年（平成19年）4月、拉致問題の国民大集会に出席した中川は、北朝鮮の不誠実な態度を激しく非難するとともに、日本独自で北朝鮮を「テロ支援国家」に指定することを可能にする法整備に言及した。これは、前任の国連大使・ジョン・ボルトンらが辞任後、北朝鮮に融和的な対応を始めたアメリカの転換に対応する発言とみられた。
2008年（平成20年）、雑誌の企画でジャーナリスト・田原総一朗、及び元外務審議官・田中均と鼎談した中川は、将来金正日体制が崩壊した後には衆議院に「北朝鮮復興委員会」を創設し、自らが委員長となって北朝鮮の復興・民主化を推進することに意欲を示した。

#### 核兵器関連
2006年（平成18年）10月、テレビ番組に出演した中川は、「非核三原則は国民との重い約束だ。しかし、最近の北朝鮮の核兵器実験の動向を受けて、この約束を見直すべきかどうか議論を尽くすべきだ」とのアドバルーン発言を行った。この発言に対しては、日本国内の一部政治家や反核団体からの非難、さらにアメリカ合衆国大統領（当時）ジョージ・W・ブッシュ（当時）が苦言を呈するに至った。これを受けて中川は釈明したが、同時に「非核三原則の下で核を持たずにどういう対抗措置ができるのか真剣に考えなければならない」と、関連議論の必要性を強調した。
中川の発言は、「北朝鮮が核を持てば日本も核武装するのではないか」との警戒を呼ぶともされたが、同月訪米した中川は、元副大統領・ダン・クエールや、元上院議員・トム・ダシュルら同国要人との会談においても、核拡散防止条約 (NPT) や非核三原則の堅持を前提としながら、核関連議論の必要性については再度明言した。
2009年（平成21年）4月、北朝鮮によるミサイル発射実験を受けて中川は、「純軍事的に、核に対抗できるのは核だというのは、世界の常識」と発言、改めて日本による核武装論議を促した。遡って、中川は2003年（平成15年）の時点から、「（日本は核武装を）状況によっては検討すべき」としており、核武装論議については2006年（平成18年）11月にも、「（北朝鮮が核実験を行った）この時期だからこそ提起することに意義がある」と述べていた。また、2007年（平成19年）に行われた、ジャーナリスト・櫻井よしことの対談においても、中川は核武装論議の必要性を主張していた。

#### その他 安全保障
2007年（平成19年）、「日米安保強化」や「国際貢献の観点からの武器輸出三原則緩和」を訴えた。

### 教育・歴史認識

#### 教育論
教員免許の更新制度に関連して中川は、「日教組の一部活動家は（教育基本法改正反対の）デモで騒音をまき散らしている」「（デモという）下品なやり方では生徒たちに先生と呼ばれる資格はない。免許剥奪だ」と、日教組の活動を強く批判していた。

#### 歴史認識
1998年（平成10年）7月、慰安婦問題に付いて、強制連行の事実の有無も不明であり、中学校教科書にその問題が記述されたことに疑義を呈した。
慰安婦は日本による強制であったとする、河野談話についても反対しており、出演したラジオ番組で、「（河野洋平は）自虐的な方」、「外国なんか、嘘でも誇りを持って（話を）する。（日本政府が）真実と思われるものを封じ込めているのは納得できない」などとも述べていたほか、この談話の早期見直し・撤回の検討を繰り返し主張していた。
2007年（平成19年）12月、慶應義塾大学の講演で、「原爆投下はアメリカが世界ナンバーワンの軍事力を持つための実験だった」と主張。さらに「我々は実験台にされた」としてアメリカに抗議し、場合によっては国会でも非難決議を行うべきという見解を示した。また、中川は「原子力船、あるいは原子力潜水艦を持つ、という議論が何で出てこないのかなあと、私は思っているわけであります」と切り出し、国内唯一の原子力実験船だった「むつ」が放射線漏れ事故を起こして以来、動力としての原子力を活用しようという動きが事実上なくなっていることを指摘。軍事目的の利用については否定しつつも、「原子力タンカー」の実現を訴えた。

### その他 信条

#### 靖国神社
靖国神社への参拝は毎年欠かさず、経産大臣、農水大臣の職にある際にもこれは同様であった。一連の政治家としての活動は、「親父の遺言」と、たびたび公言していた。

#### 朝日新聞
中川は長年、朝日新聞との間に確執があった。それは1998年（平成10年）、農林水産大臣に就任した中川が、省内の会見場に日本国旗（日の丸）を掲揚したことを朝日新聞が批判したことに始まった。日本国旗に関しては2008年（平成20年）にも、閣議後の会見の場に国旗を掲揚した中川に対して、「国民の中には（国旗掲揚に）違和感を持つ人もいる」と、財務省記者クラブ・財政研究会の一部の記者が批判、それを中川が「世界に発信する場という認識で国旗掲揚は当然だ」と一蹴したことがある。
さらに朝日新聞は2005年（平成17年）、中川らが権力を持ってテレビ番組内容を改変させたと報道（NHK番組改変問題）、それに対して中川は当初、「公正中立の立場で放送すべきであることを指摘したのみ」と主張、最終的には「NHKが説明に来たのは番組放映後であり、放送内容の変更や中止には関与し得なかった」と説明した。

#### ヤコブ病
中川は、歴史教科書問題をめぐる報道機関の態度を批判するなかで、「ヤコブ病で脳がスポンジ状態になっていて思考が停止している」と発言、それを薬害ヤコブ病訴訟の原告団から抗議され、後日謝罪している。中川はその後、その発言の責任をとる意味から、超党派の議員連盟会長に就任、薬害ヤコブ病問題の解決に尽力した。

### 人権擁護法案
中川は、2002年（平成14年）に国会に提出された人権擁護法案に一貫して反対していた。
同法案は2003年（平成15年）に廃案とされた後にも燻ぶり続け、同じく同法案に強く反対していた安倍晋三が自身の政権下で中川を政調会長に起用したことには、同法の成立阻止という明確な意図もあったとされる。自由民主党は2006年（平成18年）10月、それまで同法案の議論を主導してきた同党・人権問題等調査会の会長職を中川に預け、これによって同調査会は事実上、その機能を停止した。
中川は2007年（平成19年）11月、前年の安倍内閣崩壊以降停滞していた保守政治再建のための会合を開き、そこには元農水大臣・島村宜伸や、元経済産業大臣・平沼赳夫らも参加した。この会合で中川は、保守主義の大家であるエドマンド・バークの言説を引用、集団的自衛権の明確化や人権擁護法案反対を強く主張した。この会合は同月、保守の勉強会「真・保守政策研究会」として、会長・中川、最高顧問・平沼、議長・島村という構成で発足した。この会には50名以上の国会議員が参加したが、同法案の上程を懸念する意見が相次いだ。
従前より中川は同法案を、「第二の治安維持法」と批判しており、2008年（平成20年）2月16日には、自民党大阪府連の会合にて、法案が成立すれば自身や安倍晋三・麻生太郎が人権侵害の名目で訴えられ、留置場に行くことになりかねないとして、同法案への反対を強調した。同年、人権擁護法案上程阻止のための、「いわゆる "人権擁護法案" 再提出に対する要請受付国民集会」 に出席した中川は、同法案の危険性を改めて指摘、自身に寄せられる国民の声の中に賛成意見はただの1つもない点、また、同法案推進派議員が反対派に対して脅迫とも取れる発言をしていたことを明らかにした。

## 人物

### 人物像
父親は農林水産大臣や科学技術庁長官を歴任した中川一郎、叔父は元参議院議員の中川義雄。尊敬する政治家としては、父・中川一郎のほか、中曽根康弘、19世紀のイギリス首相パーマストン子爵ヘンリー・ジョン・テンプルを挙げていた。父一郎は自らの政治家生活の原点として、中曽根康弘は綿密な情報収集と分析力で身の丈にあった政策を実現できる政治家として（この判断ができていない政策は実現できないか低レベルに終わるが、判断ができれば国鉄民営化のように不可能と言われていたことでもやり遂げることができるとしている）、パーマストン子爵はヴィクトリア女王に嫌われてでもイギリスの国益を追求した政治家としてそれぞれ評価している。
趣味は水鉄砲とサッカー、自宅で花を育てることであり、特技はテニスであった。政界きっての読書家としても知られ、自身のウェブサイトにも読書の感想を多く記していた。ロンドンでナショナル・ギャラリーを訪れたことをきっかけに現代美術を愛好するようになり、ルネ・マグリットやエドワード・ホッパーといった、直線的な画風を特徴とする20世紀の画家を好んでいた。
2004年（平成16年）の年金未納問題では、中川が国会議員当選以来一度も年金保険料を納入していなかったことが明らかとなったが、議員年金には加入していた。
テレビの報道番組 『報道2001』（フジテレビ）には度々出演していた中川だが、同番組での注目度は高く、中川が出演する際には視聴率が上昇していたという。
2006年（平成18年）11月からは『夕刊フジ』の金曜日のコラムを隔週で担当していた。
夫人によると26年間の政治家生活の中で自民党を離党する可能性について2度打ち明けられたことを明かしている。
親台派と知られ、中華民国総統であった李登輝とは懇意であった。
「コワモテ」「歯に物着せぬ言動」との評価があったが、政策への批判はするものの人物への批判はしないよう言葉の品位の大切さを心がけていた。葬儀に出席した東京大学同期である社民党の福島瑞穂は「会うたびにいつも『大学時代、同級生だったよね。お手柔らかにね』と言ってくれた」と証言している。

### 中川秀直との関係
同じ苗字を持ち、同時に自民党党三役に入ったことがある衆議院議員・中川秀直とはしばしば比較されたが、両者間での血縁関係は無い。また、中川秀直の政治思想は昭一のそれとは対照的で、経済政策においては増税を先送りする、いわゆる上げ潮派。対外的にも親中派とされ、靖国神社に代わる国立追悼施設の建設を持論としていた。また、中川秀直は昭一が強く反対した人権擁護法案を支持していた。
2006年（平成18年）、中川昭一の盟友である安倍晋三は自由民主党総裁に就任、昭一を同党の政調会長、中川秀直を同・幹事長とした。
当初は文部科学大臣就任が有力視されていた昭一であったが、政治理念の多くを安倍と異にする中川秀直の幹事長就任が決定したことから、それへの牽制を考えた安倍によって急遽、政調会長に据えられたとも言われた。
政調会長となった中川昭一は、北朝鮮政策に関する党内議論などを一任されたものの、安倍や昭一らとは理念が異なる中川秀直の幹事長就任は、その後の安倍政権運営の躓きの発端であったともいわれ、思想家の藤原正彦や政治評論家の屋山太郎などは「中川秀直を幹事長から解任すべき」と提言していた。郵政造反組復党問題に際して中川昭一は、造反組に反省と総括を要求する中川秀直と衝突、「まるで天安門事件のよう」と評した。

### 題材となった作品
- 『加治隆介の議』 - 弘兼憲史による漫画作品。政治家である主人公の加治隆介は、中川がモデルとなって描かれたことが公言されている[62]。

## 不祥事

### 飲酒トラブル
自他ともに認める大の酒好きであったが、政界で重要な地位を占めるにつれて、酒癖の悪さを注意されることが増えた。中川はしばしば禁酒・断酒を宣言したが、長続きしなかった。重大な交渉を目前に飲酒する癖が、経済産業大臣時代を知る官僚によって告発されているほか、2009年（平成21年）の落選には、同年の飲酒報道が大きく影響した。飲酒にまつわるエピソードとして、次のようなものが知られている。
酔ったまま初閣議
2004年（平成16年）の内閣改造時で、経済産業大臣からの離任会見後に外部で飲酒していたが、同職に再任されたことを知って慌てて官邸に戻った中川は、酔ったまま初閣議に臨んだ。
酩酊での後援会挨拶
2005年（平成17年）夏、十勝管内本別町で行われた後援会パーティーに、中川は酩酊状態で登場した。呂律が回らないため、10分間を予定されていた挨拶は数分間で終了し、中川は同席していた地元の首長からたしなめられた。
宮中晩餐会での騒動
2008年（平成20年）11月、スペインのフアン・カルロス1世夫妻を迎えて開催された、天皇・皇后主催の宮中晩餐会における悪酔い騒動は、中川本人もそれを認めて反省している。同席していた妻の制止を聞かずに多量飲酒した中川は、東宮大夫の野村一成に、「水問題について皇太子殿下もお詳しいと聞いたので是非お話しさせていただく機会がほしい」と絡み、素っ気なく「無理」と返されたことに激怒し、「分かった、帰る!」と大声を出したという。また、「宮内庁のばかやろう」などと怒鳴って途中退席したとの報道もあった。
演説での読み間違い
2009年（平成21年）1月、財務・金融担当大臣として衆議院本会議での財政演説を行った際に、「渦中」を「うずちゅう」、「改正」を「改革」、「削減」を「縮減」などと読み間違え、財務省が計26ヵ所の訂正を申し出る事態になった。これらの間違いについて財務省は、「風邪で体調が悪かった」と説明したが、首相の麻生太郎が漢字読み間違いで話題となっていた最中であったために、メディアによって取り上げられることとなった。この前日に、中川は酒を飲みながらテニスをし、持病の腰痛を悪化させたという。
第45回衆議院議員総選挙
2009年（平成21年）8月の選挙に際し、北海道帯広市で行われた中川の総決起大会に招かれた政治評論家の三宅久之は、激励の演説中に中川に対して禁酒宣言するように一喝した。さらに、妻の郁子に対しては、自宅にあるアルコール類を全て捨てるように進言したため、中川は直後の登壇して、支援者に対して禁酒宣言をすることとなった。この一件について、三宅は自分の言動が中川にストレスを与えた可能性を、中川の死後に悔いて述べた。

### 朦朧記者会見

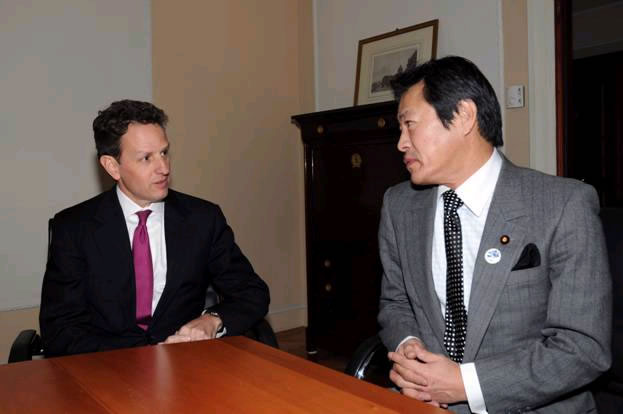
2009年2月13日、先進7ヶ国財務相・中央銀行総裁会議に先立ち、アメリカ合衆国財務長官ティモシー・フランツ・ガイトナー（左）と会談する中川

2009年（平成21年）2月14日、G7の財務大臣・中央銀行総裁会議が、イタリア・ローマで開催された。同会議終了後に、日本銀行総裁の白川方明と、財務官の篠原尚之との共同記者会見に臨んだが、その発言は呂律が回っておらず、あくびをし、表情は目が虚ろという状態であった。さらに中川は、言い間違いをする、質問した記者を見つけられずに「どこだ!」と叫ぶ、「共同宣言みたいなものが出ました」などと不明瞭な発言をするなどの異状を呈したことから、健康不安や酩酊などが疑われることになった。マスメディアはこの一幕を、「深酒居眠り会見」などと報じた。
帰国後に中川は、「（問題となった会見前にワインを）飲んだのをごっくんということであれば、ごっくんはしておりません。たしなんでいるんです。グラス一杯飲んでおりません」と説明した。また、酩酊の原因は往路の機内における抗ヒスタミン作用を含む感冒薬とアルコールの同時摂取、あるいは風邪薬単独の大量服用であると説明された。会見の前、中川がG7の昼食会を中座してホテルで昼食を採りワインに口をつけたが、1本のワインを6人で分けたものであり、その場に読売新聞記者、中川と高校の同期でもある財務省国際局長の玉木林太郎、財務官僚2名、通訳、居合わせた中川の知人が同席していたことを、川内博史の質問に答えて玉木が証言した。
この事態に対しては、自由民主党幹部からも批判が出たほか、アメリカ人テレビ記者が自身のブログで行った皮肉交じりの批判を『読売新聞』が報じるなど、中川へのバッシングが過熱した。中川は緊急記者会見を開き、予算案および関連法案の衆議院通過を待って大臣職を辞するとしたが、野党5党は中川に対する問責決議案を提出、また、与党である自由民主党内や公明党からも速やかな辞任要求が出された。さらに、野党側が予算審議拒否の姿勢を示すに及んだことから、中川は同日中に大臣職を辞した。

### バチカン美術館でのトラブル
G7における「朦朧会見」の直後に、中川らはバチカン美術館を約2時間観光したが、その際にも中川は、美術品に触れる、柵を越えて警報を鳴らす、ラオコーン像の台座に座るなどの、不適切な行動をとっていたことが報じられた。
これを受けて中川の事務所は、「体調が悪く、入ってはいけない区域に入ってしまい、警報が鳴ったのは事実」と発表した一方で、中川自身は 「非常に事実と違う」「（博物館を）案内してもらい、つつがなく終わったと思っていたらあの報道。（バチカン側も）全く警報機も鳴っていないし、私に注意もしていないとお怒りになっている」と報道内容を否定した。通訳として中川に同行していた神父の和田誠は、中川の最も近くにいたが、報道にあったような非常識な行為を見た記憶はないという。和田によると、中川から酒のにおいはせず（和田は酒が苦手なため、匂いには敏感であると述べている）、中川の言葉は非常にはっきりとしており、中川が立ち入り禁止エリアに足を踏み入れることはなく、触ってはいけない展示品を素手で触る場面もなく、博物館の説明に非常に熱心に耳を傾けており、ラオコーン像の周囲には柵は設置されていなかったとした。
和田は、日本のマスコミに対して「中川の行動に非常識な点はなかった。あれは間違いであると繰り返し抗議したが徹底的に無視された」と抗議した。
その後の日本政府による答弁書では、中川が同美術館で立ち入り禁止区域に入り、警報が鳴ったとしているが（内閣衆質171第254号 平成21年4月7日）同博物館に確認し、「警報機は鳴ったが、その音量は全館に響くほど大きくなく、気づかなかった人もいただろう」としている。

### 政治資金
中川の政治資金源のいくつかは、不適切であると捉えられかねない業者や業界団体からの政治献金であった。中には、消費者金融業界の政治団体である全国貸金業政治連盟（全政連）からの献金や、入札に絡む虚偽報告で行政処分を受けた秋田県の建築会社社長からの個人献金などが含まれていた。
また、牛肉偽装事件で摘発されたハンナングループの団体や企業からの献金は、中川が農水相経験があるいわゆる農水族であったことから、国会でも関連する質疑が行われた。

## 経歴

### 略歴
- 1966年（昭和41年）3月 - 新宿区落合第一小学校卒業。
- 1969年（昭和44年）3月 - 麻布中学校卒業。
- 1972年（昭和47年）
  - 3月 - 麻布高等学校卒業。
  - 4月 - 慶應義塾大学経済学部入学。
- 1974年（昭和49年）4月 - 東京大学文科一類入学。
- 1978年（昭和53年）
  - 3月 - 東京大学法学部政治学科卒業。
  - 4月 - 日本興業銀行入行。
- 1983年（昭和58年）
  - 2月 - 日本興業銀行退行。
  - 12月18日 - 第37回衆議院議員総選挙にて衆議院議員初当選。
- 1986年（昭和61年）7月 - 衆議院大蔵委員会理事。
- 1989年（平成元年）6月 - 宇野内閣で農林水産政務次官に就任。
- 1991年（平成3年）1月 - 衆議院大蔵委員会理事。
- 1995年（平成7年）
  - 1月 - 自由民主党財政関係団体委員長。
  - 10月 - 衆議院逓信委員長。
- 1996年（平成8年）11月 - 自由民主党副幹事長に就任。
- 1997年（平成9年）
  - 9月 - 自由民主党北海道支部連合会長に就任。
  - 10月 - 自由民主党総務会長代理。
- 1998年（平成10年）7月 - 小渕内閣で農林水産大臣に就任。
- 2001年（平成13年）5月 - 自由民主党広報本部長。
- 2002年（平成14年）10月 - 自由民主党組織本部長。
- 2003年（平成15年）9月 - 小泉再改造内閣、第2次小泉内閣、第3次小泉内閣で経済産業大臣に就任（ – 2005年9月）。
- 2005年（平成17年）10月 - 第3次小泉改造内閣で農林水産大臣に就任。
- 2006年（平成18年）9月 - 安倍政権下で自由民主党政調会長に就任。
- 2008年（平成20年）9月 - 麻生内閣で財務大臣兼内閣府特命担当大臣（金融担当）に就任。
- 2009年（平成21年）
  - 2月 - 財務大臣および内閣府特命担当大臣（金融担当）を辞任。
  - 8月30日 - 第45回衆議院議員総選挙で落選。
  - 10月4日 - 死亡を発見される[88]。

### 受賞・栄典
- 2006年（平成18年）5月26日 - フランス農事功労章のコマンドゥール (L'ordre du Mérite agricole, Commandeur) 受章[89][90]
- 2009年（平成21年）10月3日 - 正三位に叙され、旭日大綬章を受章

### 所属していた議員連盟
- 神道政治連盟国会議員懇談会
- 日本会議国会議員懇談会
- 北朝鮮に拉致された日本人を早期に救出するために行動する議員連盟
- 日本の前途と歴史教育を考える議員の会
- 公共放送のあり方について考える議員の会
- 価値観外交を推進する議員の会
- NASAの会
- 日華議員懇談会
- 真・保守政策研究会（現在は創生「日本」）
- 日韓議員連盟
- 公共放送の公平性を考える議員の会
- 賃貸住宅対策議員連盟

## 選挙歴
| 当落 | 選挙                   | 執行日         | 年齢 | 選挙区      | 政党       | 得票数     | 得票率 | 定数 | 得票順位 /候補者数 | 政党内比例順位 /政党当選者数 |
| ---- | ---------------------- | -------------- | ---- | ----------- | ---------- | ---------- | ------ | ---- | ------------------ | ---------------------------- |
| 当   | 第37回衆議院議員総選挙 | 1983年12月18日 | 30   | 旧北海道5区 | 自由民主党 | 16万3755票 | 25.18% | 5    | 1/9                | /                            |
| 当   | 第38回衆議院議員総選挙 | 1986年07月06日 | 32   | 旧北海道5区 | 自由民主党 | 11万8149票 | 17.85% | 5    | 1/8                | /                            |
| 当   | 第39回衆議院議員総選挙 | 1990年02月18日 | 36   | 旧北海道5区 | 自由民主党 | 11万781票  | 16.27% | 5    | 1/8                | /                            |
| 当   | 第40回衆議院議員総選挙 | 1993年07月18日 | 39   | 旧北海道5区 | 自由民主党 | 11万832票  | 17.76% | 5    | 1/9                | /                            |
| 当   | 第41回衆議院議員総選挙 | 1996年10月20日 | 43   | 北海道11区  | 自由民主党 | 9万7428票  | 53.53% | 1    | 1/3                | /                            |
| 当   | 第42回衆議院議員総選挙 | 2000年06月25日 | 46   | 北海道11区  | 自由民主党 | 11万2297票 | 57.74% | 1    | 1/3                | /                            |
| 当   | 第43回衆議院議員総選挙 | 2003年11月09日 | 50   | 北海道11区  | 自由民主党 | 11万2210票 | 62.05% | 1    | 1/3                | /                            |
| 当   | 第44回衆議院議員総選挙 | 2005年09月11日 | 52   | 北海道11区  | 自由民主党 | 10万7506票 | 51.62% | 1    | 1/3                | /                            |
| 落   | 第45回衆議院議員総選挙 | 2009年08月30日 | 56   | 北海道11区  | 自由民主党 | 8万9818票  | 40.90% | 1    | 2/3                | 3/2                          |

## 著作

### 著書
- 『21世紀への座標軸 : フレッシュアンテナを生かせ!』史輝出版、1990年12月12日。
- 中川昭一、宋文州『どうした、日本 : 中川昭一と宋文洲の不愉快な対話』ダイヤモンド社、2008年4月。ISBN 978-4478082683。
- 『飛翔する日本』講談社インターナショナル、2008年9月。ISBN 978-4770041043。
- 『日本を守るために日本人が考えておくべきこと』PHP研究所、2008年9月。ISBN 978-4569701837。

### 主な論文
- 「「改革のための改革」を止めよ 日本経済復活のための13の政策」『中央公論』第123巻、第8号、90-101頁、2008年8月。
- 「わが痛恨の"朦朧"会見、その真相」『正論』第446号、92-101頁、2009年5月。「バチカン神父がみた"あの日"の大臣」も付属。
ほか多数。国立情報学研究所収録論文（No.1,3-36）（国立情報学研究所）も参照。

## 家族・親族

### 中川家
（富山県南砺市、北海道広尾郡広尾町、東京都）
- 祖父・文蔵（農業、雑貨商兼家畜商、政治家・広尾町会議員）

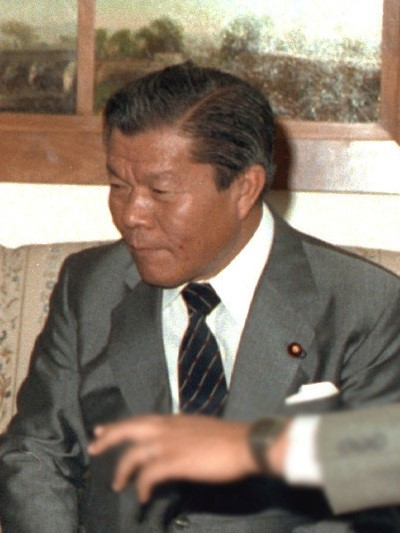
父・一郎

- 祖母・セイ
山形県出身[91]

- 父・一郎（政治家・自由民主党衆議院議員）
1925年（大正14年）3月生 - 1983年（昭和58年）1月没
- 母・貞子（旧姓木下[92]）
国鉄職員の三女[92]で、札幌市立高等女学校を卒業[92]。読売新聞社主催の“ミス日本”コンクール札幌予選で、ミス・サッポロにつぐ“ラッキーセブン”の七人の美女に選ばれた[92]。また、すすきのの写真館のショウウィンドウに、見合用の貞子の写真が飾られていた[92]。早くに父親とは死別し、精神科医をしている兄と同居して、内気で外に出るのが苦手であった[93]。また、手先のことが好きで、趣味は身の回りの木の箱などを材料にして家具を作ることであった[93]。
昭一は兎唇の障害を持って誕生した[94]ため、幼児期と大学卒業後の2度にわたり[95]、手術を受けている[95]。ジャーナリストの内藤國夫によると「医学的には、遺伝のせいだけでなく、出産の事故でもあるのだが、貞子はこれを“中川一族の血”のせいと信じ込み、夫の一郎にあたりちらした[96]。聞くところによると夫の父・文蔵が家畜商をしていた[95]、そのたたりだとまで言ったということである」[95]という。
- 弟
- 妻・郁子（岩田剛[97]の娘、政治家・自由民主党衆議院議員）
- 長女・真理子（フジテレビ報道局記者[98]）
- 長男（三菱商事2015年入社[98]）

### 親戚
- 叔父
中川義雄（政治家・元参議院議員）
中川正男（雑貨商[99]、政治家・元広尾町議[99]）
中川健三（倉庫業[99]）
- 従兄弟・中川賢一（札幌市議会議員[2]） - 中川義雄の長男
同妻（シンガポール人[2]）
同長男[2]。
- 父の従弟・中川健一（医師）
文蔵の弟とセイの妹との間に生まれた[100]。札幌市内で「中川胃腸科クリニック」を開業[101]。

### 略系図
|          |          | 中川文蔵 | 中川文蔵 | 中川文蔵 | 中川文蔵 | 中川文蔵 | 中川文蔵 |          |          |          |          |          |          | セイ | セイ | セイ     | セイ     | セイ     | セイ     |          |          |    |    |    |    |  |  |          |          |          |          |          |          |    |    |  |  |        |        |        |        |        |        |      |      |  |  |  |  |  |  |  |  |
|          |          | 中川文蔵 | 中川文蔵 | 中川文蔵 | 中川文蔵 | 中川文蔵 | 中川文蔵 |          |          |          |          |          |          | セイ | セイ | セイ     | セイ     | セイ     | セイ     |          |          |    |    |    |    |  |  |          |          |          |          |          |          |    |    |  |  |        |        |        |        |        |        |      |      |  |  |  |  |  |  |  |  |
|          |          |          |          |          |          |          |          |          |          |          |          |          |          |      |      |          |          |          |          |          |          |    |    |    |    |  |  |          |          |          |          |          |          |    |    |  |  |        |        |        |        |        |        |      |      |  |  |  |  |  |  |  |  |
|          |          |          |          |          |          |          |          |          |          |          |          |          |          |      |      |          |          |          |          |          |          |    |    |    |    |  |  |          |          |          |          |          |          |    |    |  |  |        |        |        |        |        |        |      |      |  |  |  |  |  |  |  |  |
|          |          |          |          |          |          |          |          |          |          |          |          |          |          |      |      |          |          |          |          |          |          |    |    |    |    |  |  |          |          |          |          |          |          |    |    |  |  |        |        |        |        |        |        |      |      |  |  |  |  |  |  |  |  |
| 中川義雄 | 中川義雄 | 中川義雄 | 中川義雄 | 中川義雄 | 中川義雄 |          |          | 中川正男 | 中川正男 | 中川正男 | 中川正男 | 中川正男 | 中川正男 |      |      | 中川一郎 | 中川一郎 | 中川一郎 | 中川一郎 | 中川一郎 | 中川一郎 |    |    |    |    |  |  | 貞子     | 貞子     | 貞子     | 貞子     | 貞子     | 貞子     |    |    |  |  |        |        |        |        |        |        |      |      |  |  |  |  |  |  |  |  |
| 中川義雄 | 中川義雄 | 中川義雄 | 中川義雄 | 中川義雄 | 中川義雄 |          |          | 中川正男 | 中川正男 | 中川正男 | 中川正男 | 中川正男 | 中川正男 |      |      | 中川一郎 | 中川一郎 | 中川一郎 | 中川一郎 | 中川一郎 | 中川一郎 |    |    |    |    |  |  | 貞子     | 貞子     | 貞子     | 貞子     | 貞子     | 貞子     |    |    |  |  |        |        |        |        |        |        |      |      |  |  |  |  |  |  |  |  |
|          |          |          |          |          |          |          |          |          |          |          |          |          |          |      |      |          |          |          |          |          |          |    |    |    |    |  |  |          |          |          |          |          |          |    |    |  |  |        |        |        |        |        |        |      |      |  |  |  |  |  |  |  |  |
|          |          |          |          |          |          |          |          |          |          |          |          |          |          |      |      |          |          |          |          |          |          |    |    |    |    |  |  |          |          |          |          |          |          |    |    |  |  |        |        |        |        |        |        |      |      |  |  |  |  |  |  |  |  |
|          |          |          |          |          |          |          |          |          |          |          |          |          |          |      |      |          |          |          |          |          |          |    |    |    |    |  |  |          |          |          |          |          |          |    |    |  |  |        |        |        |        |        |        |      |      |  |  |  |  |  |  |  |  |
| 中川賢一 | 中川賢一 | 中川賢一 | 中川賢一 | 中川賢一 | 中川賢一 |          |          |          |          |          |          |          |          |      |      |          |          |          |          | 男       | 男       | 男 | 男 | 男 | 男 |  |  | 中川昭一 | 中川昭一 | 中川昭一 | 中川昭一 | 中川昭一 | 中川昭一 |    |    |  |  |        |        | 郁子   | 郁子   | 郁子   | 郁子   | 郁子 | 郁子 |  |  |  |  |  |  |  |  |
| 中川賢一 | 中川賢一 | 中川賢一 | 中川賢一 | 中川賢一 | 中川賢一 |          |          |          |          |          |          |          |          |      |      |          |          |          |          | 男       | 男       | 男 | 男 | 男 | 男 |  |  | 中川昭一 | 中川昭一 | 中川昭一 | 中川昭一 | 中川昭一 | 中川昭一 |    |    |  |  |        |        | 郁子   | 郁子   | 郁子   | 郁子   | 郁子 | 郁子 |  |  |  |  |  |  |  |  |
|          |          |          |          |          |          |          |          |          |          |          |          |          |          |      |      |          |          |          |          |          |          |    |    |    |    |  |  |          |          |          |          |          |          |    |    |  |  |        |        |        |        |        |        |      |      |  |  |  |  |  |  |  |  |
|          |          |          |          |          |          |          |          |          |          |          |          |          |          |      |      |          |          |          |          |          |          |    |    |    |    |  |  |          |          |          |          |          |          |    |    |  |  |        |        |        |        |        |        |      |      |  |  |  |  |  |  |  |  |
|          |          |          |          |          |          |          |          |          |          |          |          |          |          |      |      |          |          |          |          |          |          |    |    |    |    |  |  |          |          |          |          |          |          |    |    |  |  |        |        |        |        |        |        |      |      |  |  |  |  |  |  |  |  |
|          |          |          |          |          |          |          |          |          |          |          |          |          |          |      |      |          |          |          |          |          |          |    |    |    |    |  |  |          |          | 男       | 男       | 男       | 男       | 男 | 男 |  |  | 真理子 | 真理子 | 真理子 | 真理子 | 真理子 | 真理子 |      |      |  |  |  |  |  |  |  |  |